# Dump
Il dump, in informatica, è un elemento di un database contenente un riepilogo della struttura delle tabelle del database medesimo e/o i relativi dati, ed è normalmente nella forma di una lista di dichiarazioni SQL. Tale dump è usato per lo più per fare il backup del database, poiché i suoi contenuti possono essere ripristinati nel caso di perdita di dati. I database "corrotti" (ossia, i cui dati non sono più utilizzabili in seguito ad una modifica "distruttiva" di qualche parametro di formato) possono spesso essere rigenerati mediante l'analisi del dump. I dumps di database sono spesso pubblicati dai progetti di software libero o di contenuto libero, in modo tale da consentire il riutilizzo o il forking dei database cui si riferiscono.
Con l'espressione inglese core dump s'intende specificamente lo stato registrato della memoria di un programma in un determinato momento, specie quando tale programma si sia chiuso "inaspettatamente" (crash).

## Core dump
Varie porzioni fondamentali dello "stato di programma" sono di regola contestualmente "annotate" nel dump, compresi i registri del processore, il program counter e lo stack pointer, le informazioni di gestione della memoria ed altri flag ed informazioni attinenti al processore o al sistema operativo.
La denominazione core dump deriva dalla tecnologia core memory, che fino agli anni settanta costituiva uno standard industriale.
I core dump sono utilizzati anche per la diagnosi, o debugging, degli errori dei programmi: in molti sistemi operativi, un errore fatale in un programma attiva automaticamente un core dump e, per estensione, gli anglofoni usano il verbo to dump core per designare il verificarsi di un errore fatale, a prescindere dal fatto che sia effettivamente creato il resoconto automatico di core dump.
L'espressione è usata in gergo anche per indicare ogni circostanza in cui si accumulino una grande mole di dati non modificati per usarli in un secondo momento.